# Dohalice (tvrz)
Budova bývalé středověké tvrze Dohalice se nalézá u říčky Bystřice na severním okraji obce Dohalice v okrese Hradec Králové u silnice na Sadovou. Budova tvrze je chráněna jako kulturní památka.

## Historie
Tvrz byla postavena někdy ve druhé polovině 14. století. První doložený majitel byl Václav z Dohalic, doložený roku 1352. V roce 1659 se tvrz zmiňuje při prodeji Janem ml. Dohalským z Dohalic jako značně zpustlá. Nový majitel Václav Záruba z Hustířan roku 1667 tvrz opravil a rozšířil na barokní zámek. V roce 1825 byla tvrz přestavěna na sýpku.

## Popis
Budova sýpky je mohutný čtyřpatrový objekt obdélníkového půdorysu s rozměry 33 × 12 metrů. Zdivo, které má v přízemí tloušťku až 150 centimetrů, je tvořeno z hrubě opracovaných kvádrů a cihel různého formátu. Zdivo původní gotické tvrze je zachováno do výše asi devíti metrů. Střecha je sedlová s valbami, krytina z pálených bobrovek.
Severní průčelí je tvořeno pěti osami obdélných okének o rozměrech 60 × 100 centimetrů. V přízemí jsou původní čtyři gotická okénka na výšku se zbytky zkosených pískovcových ostění. V prvním patře mají čtyři okénka kamenná ostění. Některá okénka chybí. Jižní průčelí je šestiosé, okénka jsou ležatá s rozměry asi 60 × 100 centimetrů, z vnitřní strany se segmentovými záklenky. Západní průčelí je trojosé, ale okénka jsou pouze ve střední ose, krajní jsou naznačena pouze hladkými šambránami v omítce.
Hrubozrnná omítka byla podélně rozčleněna hladkými lizénami mezi původními okenními osami a na nároží. 

## Galerie

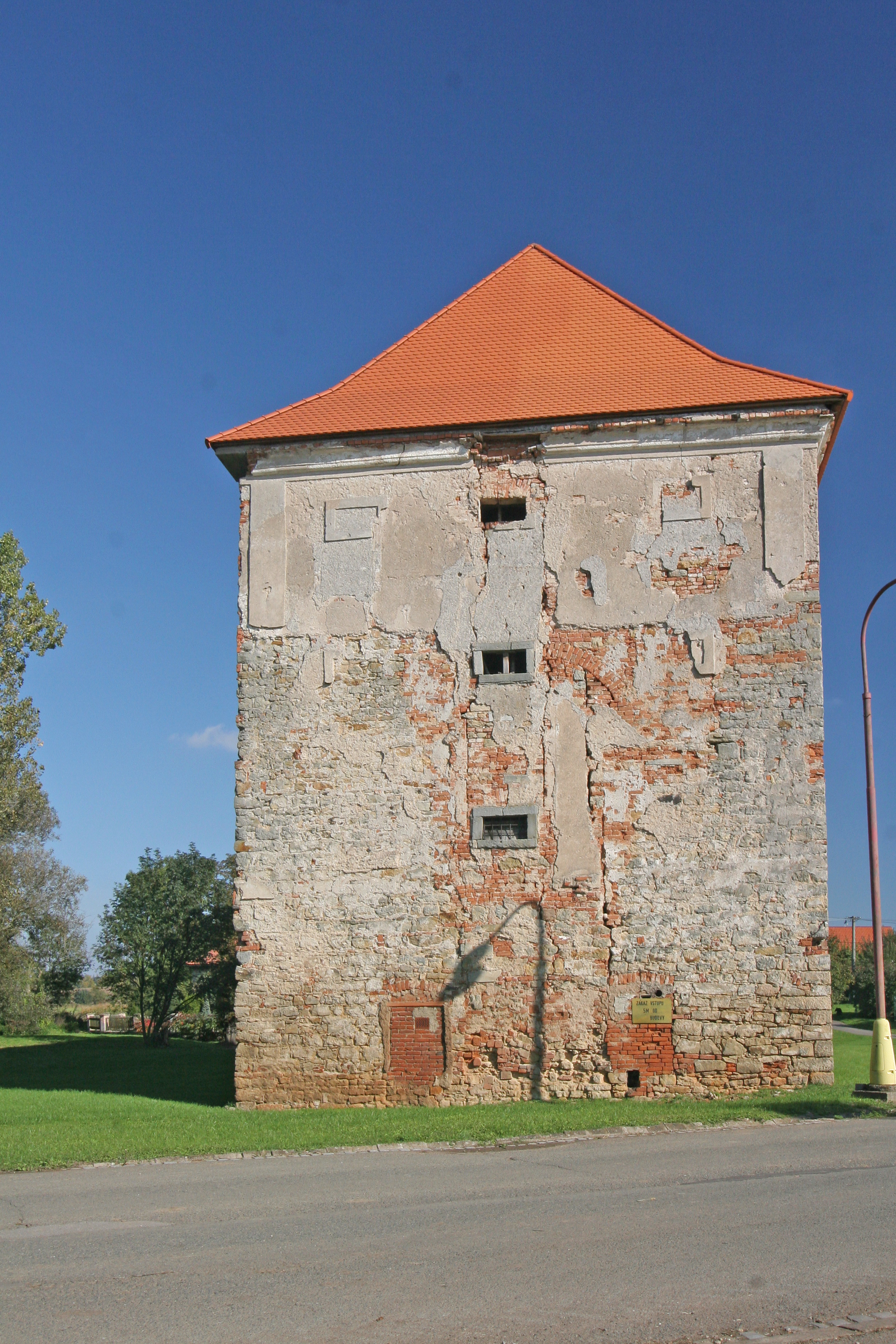
bývalá tvrz v Dohalicích
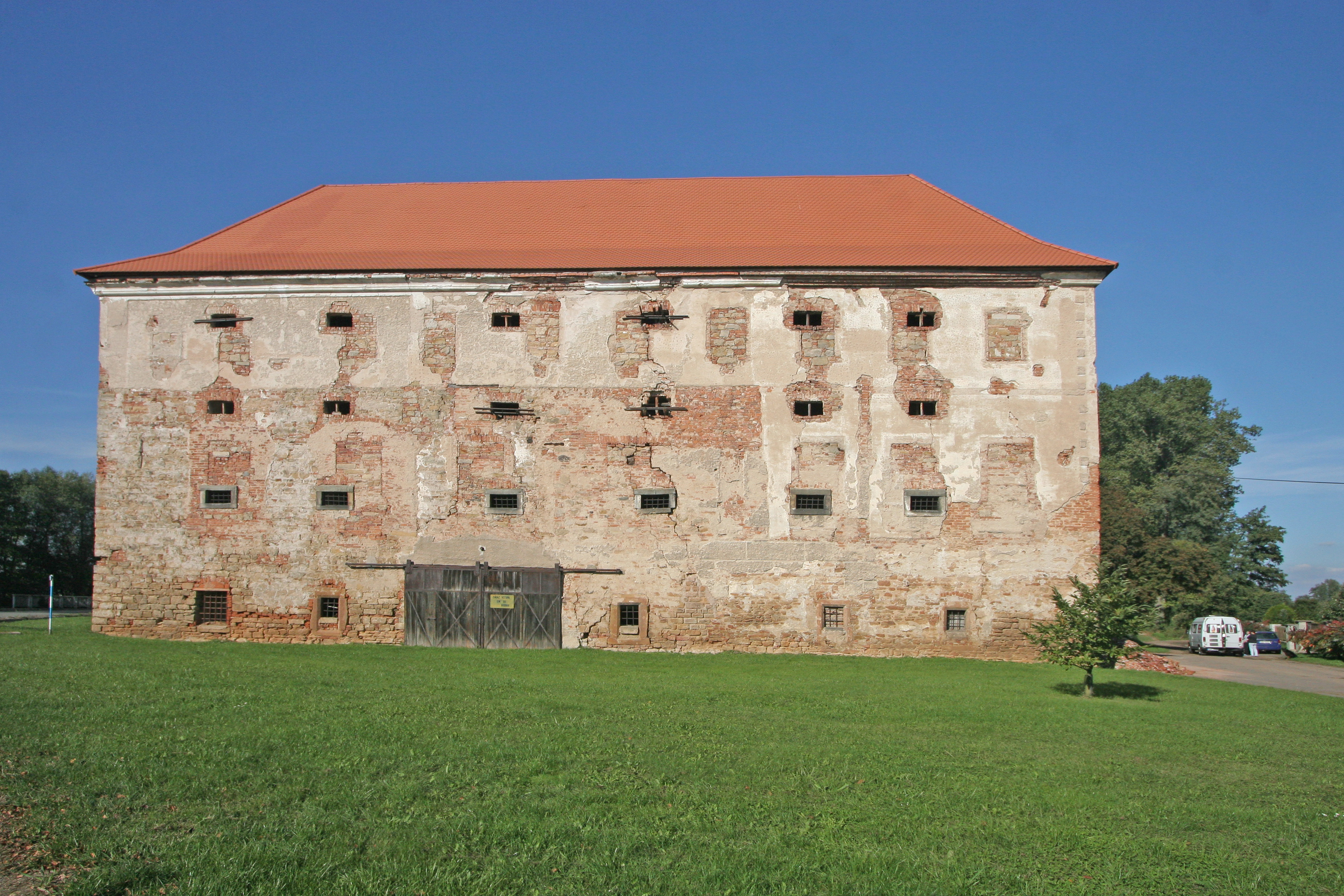
bývalá tvrz v Dohalicích
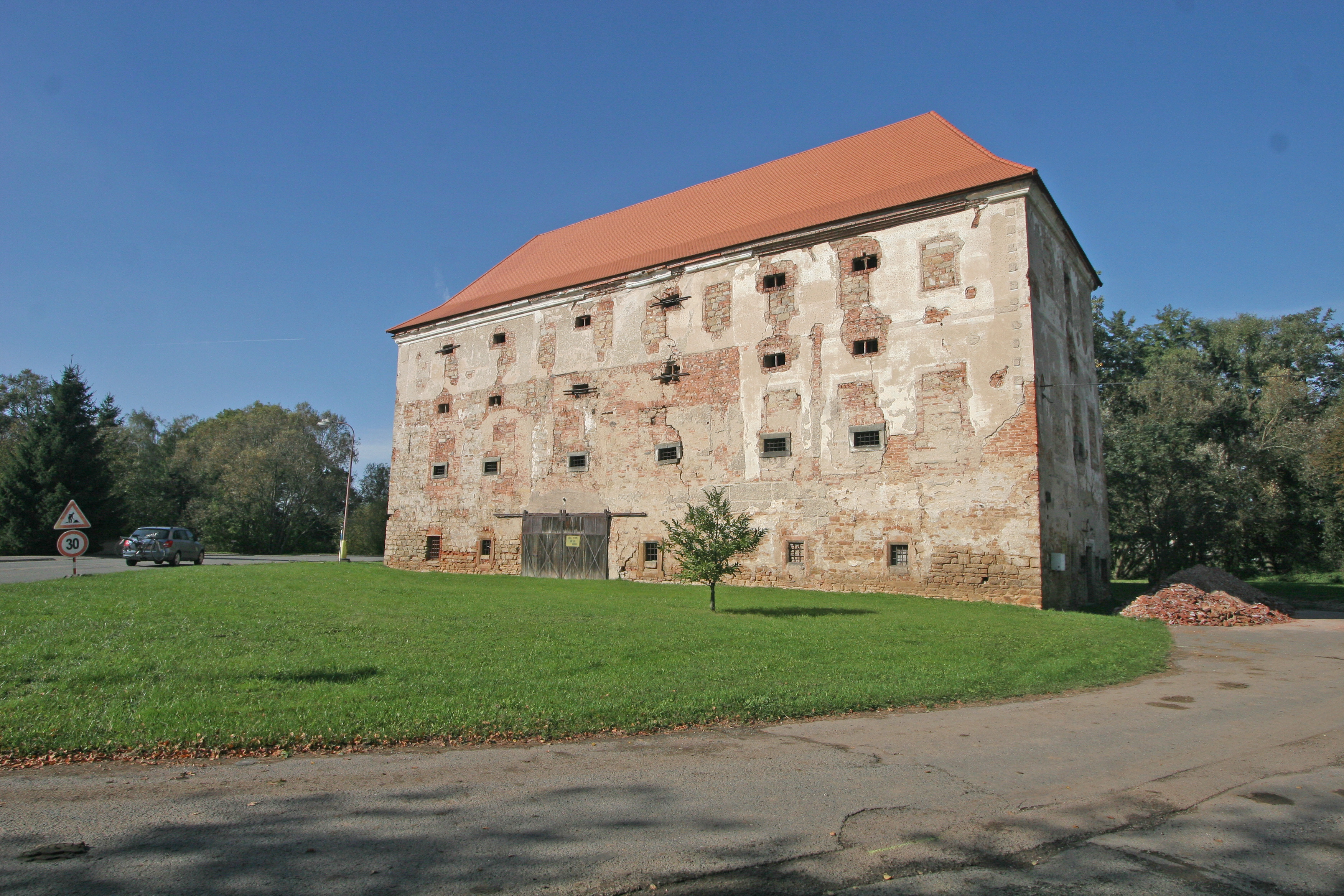
bývalá tvrz v Dohalicích
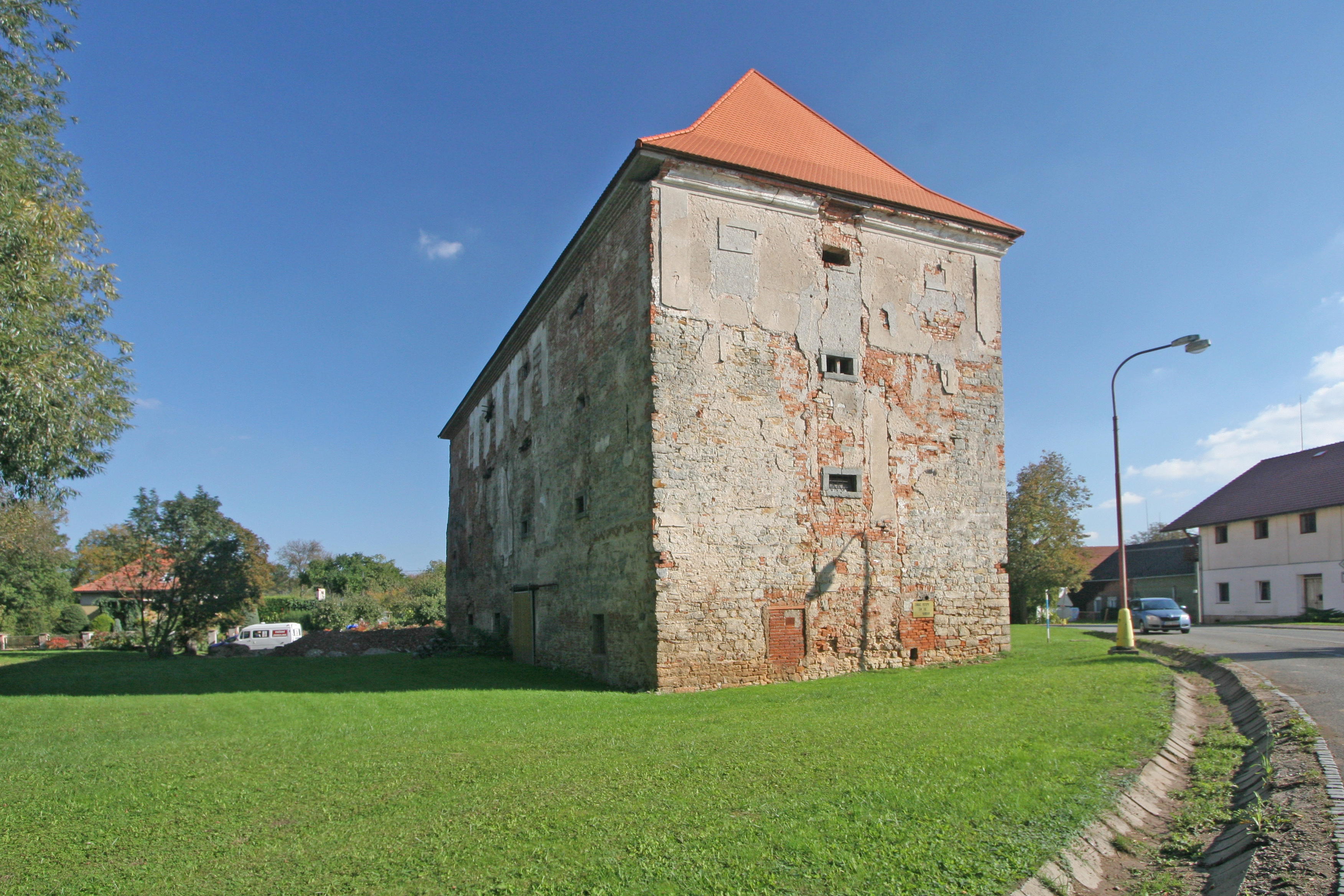
bývalá tvrz v Dohalicích